# Список астероїдів (46601—46700)
| Назва                        | Тимчасове позначення | Дата відкриття    | Місце відкриття                    | Відкривач                        |
| ---------------------------- | -------------------- | ----------------- | ---------------------------------- | -------------------------------- |
| (46601) 1993 FV15            | 1993 FV15            | 17 березня 1993   | Обсерваторія Ла-Сілья              | UESAC                            |
| (46602) 1993 FP34            | 1993 FP34            | 19 березня 1993   | Обсерваторія Ла-Сілья              | UESAC                            |
| (46603) 1993 FY41            | 1993 FY41            | 19 березня 1993   | Обсерваторія Ла-Сілья              | UESAC                            |
| (46604) 1993 FH56            | 1993 FH56            | 17 березня 1993   | Обсерваторія Ла-Сілья              | UESAC                            |
| (46605) 1993 HQ1             | 1993 HQ1             | 18 квітня 1993    | Обсерваторія Сайдинг-Спрінг        | Роберт Макнот                    |
| (46606) 1993 LK2             | 1993 LK2             | 13 червня 1993    | Обсерваторія Кітт-Пік              | Spacewatch                       |
| (46607) 1993 OY12            | 1993 OY12            | 19 липня 1993     | Обсерваторія Ла-Сілья              | Ерік Вальтер Ельст               |
| (46608) 1993 RA2             | 1993 RA2             | 12 вересня 1993   | Обсерваторія Кітамі                | Кін Ендате, Кадзуро Ватанабе     |
| (46609) 1993 SQ1             | 1993 SQ1             | 16 вересня 1993   | Обсерваторія Кітамі                | Кін Ендате, Кадзуро Ватанабе     |
| 46610 Бесіксдуз (Besixdouze) | 1993 TQ1             | 15 жовтня 1993    | Обсерваторія Кітамі                | Кін Ендате, Кадзуро Ватанабе     |
| (46611) 1993 TH4             | 1993 TH4             | 8 жовтня 1993     | Обсерваторія Кітт-Пік              | Spacewatch                       |
| (46612) 1993 TS16            | 1993 TS16            | 9 жовтня 1993     | Обсерваторія Ла-Сілья              | Ерік Вальтер Ельст               |
| (46613) 1993 TA17            | 1993 TA17            | 9 жовтня 1993     | Обсерваторія Ла-Сілья              | Ерік Вальтер Ельст               |
| (46614) 1993 TV27            | 1993 TV27            | 9 жовтня 1993     | Обсерваторія Ла-Сілья              | Ерік Вальтер Ельст               |
| (46615) 1993 TT32            | 1993 TT32            | 9 жовтня 1993     | Обсерваторія Ла-Сілья              | Ерік Вальтер Ельст               |
| (46616) 1994 AM              | 1994 AM              | 2 січня 1994      | Обсерваторія Оїдзумі               | Такао Кобаяші                    |
| (46617) 1994 BD1             | 1994 BD1             | 19 січня 1994     | Обсерваторія Оїдзумі               | Такао Кобаяші                    |
| (46618) 1994 CF16            | 1994 CF16            | 8 лютого 1994     | Обсерваторія Ла-Сілья              | Ерік Вальтер Ельст               |
| (46619) 1994 CR16            | 1994 CR16            | 8 лютого 1994     | Обсерваторія Ла-Сілья              | Ерік Вальтер Ельст               |
| (46620) 1994 EL1             | 1994 EL1             | 6 березня 1994    | Обсерваторія Оїдзумі               | Такао Кобаяші                    |
| (46621) 1994 EC7             | 1994 EC7             | 9 березня 1994    | Коссоль                            | Ерік Вальтер Ельст               |
| (46622) 1994 EF7             | 1994 EF7             | 9 березня 1994    | Коссоль                            | Ерік Вальтер Ельст               |
| (46623) 1994 GV10            | 1994 GV10            | 14 квітня 1994    | Паломарська обсерваторія           | PCAS                             |
| (46624) 1994 JV4             | 1994 JV4             | 4 травня 1994     | Обсерваторія Кітт-Пік              | Spacewatch                       |
| (46625) 1994 LM              | 1994 LM              | 5 червня 1994     | Обсерваторія Кітт-Пік              | Spacewatch                       |
| (46626) 1994 PL23            | 1994 PL23            | 12 серпня 1994    | Обсерваторія Ла-Сілья              | Ерік Вальтер Ельст               |
| (46627) 1994 PG24            | 1994 PG24            | 12 серпня 1994    | Обсерваторія Ла-Сілья              | Ерік Вальтер Ельст               |
| (46628) 1994 PD27            | 1994 PD27            | 12 серпня 1994    | Обсерваторія Ла-Сілья              | Ерік Вальтер Ельст               |
| (46629) 1994 PS38            | 1994 PS38            | 10 серпня 1994    | Обсерваторія Ла-Сілья              | Ерік Вальтер Ельст               |
| (46630) 1994 SA11            | 1994 SA11            | 29 вересня 1994   | Обсерваторія Кітт-Пік              | Spacewatch                       |
| (46631) 1994 TQ3             | 1994 TQ3             | 5 жовтня 1994     | Обсерваторія Кітамі                | Кін Ендате, Кадзуро Ватанабе     |
| (46632) 1994 TN15            | 1994 TN15            | 14 жовтня 1994    | Обсерваторія Кісо                  | Обсерваторія Кісо                |
| (46633) 1994 VH1             | 1994 VH1             | 4 листопада 1994  | Обсерваторія Оїдзумі               | Такао Кобаяші                    |
| (46634) 1994 VR2             | 1994 VR2             | 1 листопада 1994  | Обсерваторія Кітамі                | Кін Ендате, Кадзуро Ватанабе     |
| (46635) 1994 WK2             | 1994 WK2             | 28 листопада 1994 | Обсерваторія Кушіро                | Сейджі Уеда, Хіроші Канеда       |
| (46636) 1994 WD3             | 1994 WD3             | 28 листопада 1994 | Обсерваторія Кушіро                | Сейджі Уеда, Хіроші Канеда       |
| (46637) 1994 WJ12            | 1994 WJ12            | 27 листопада 1994 | Коссоль                            | Ерік Вальтер Ельст               |
| (46638) 1995 BO3             | 1995 BO3             | 31 січня 1995     | Обсерваторія Оїдзумі               | Такао Кобаяші                    |
| (46639) 1995 BN4             | 1995 BN4             | 28 січня 1995     | Обсерваторія Кушіро                | Сейджі Уеда, Хіроші Канеда       |
| (46640) 1995 DU              | 1995 DU              | 20 лютого 1995    | Обсерваторія Оїдзумі               | Такао Кобаяші                    |
| (46641) 1995 EY              | 1995 EY              | 5 березня 1995    | Обсерваторія Кушіро                | Сейджі Уеда, Хіроші Канеда       |
| (46642) 1995 FU4             | 1995 FU4             | 23 березня 1995   | Обсерваторія Кітт-Пік              | Spacewatch                       |
| 46643 Янасе (Yanase)         | 1995 KM              | 23 травня 1995    | Обсерваторія Кума Коґен            | Акімаса Накамура                 |
| 46644 Ладжия (Lagia)         | 1995 OF              | 19 липня 1995     | Обсерваторія Пістоїєзе             | Андреа Боаттіні, Лучано Тезі     |
| (46645) 1995 OP1             | 1995 OP1             | 19 липня 1995     | Станція Сінлун                     | SCAP                             |
| (46646) 1995 OC8             | 1995 OC8             | 25 липня 1995     | Обсерваторія Кітт-Пік              | Spacewatch                       |
| (46647) 1995 QP3             | 1995 QP3             | 28 серпня 1995    | Обсерваторія Наті-Кацуура          | Йошісада Шімідзу, Такеші Урата   |
| (46648) 1995 SY              | 1995 SY              | 22 вересня 1995   | Обсерваторія Санта-Лючія Стронконе | Антоніо Ваньоцці                 |
| (46649) 1995 SN4             | 1995 SN4             | 20 вересня 1995   | Обсерваторія Кітамі                | Кін Ендате, Кадзуро Ватанабе     |
| (46650) 1995 SR19            | 1995 SR19            | 18 вересня 1995   | Обсерваторія Кітт-Пік              | Spacewatch                       |
| (46651) 1995 SV26            | 1995 SV26            | 19 вересня 1995   | Обсерваторія Кітт-Пік              | Spacewatch                       |
| (46652) 1995 SV30            | 1995 SV30            | 20 вересня 1995   | Обсерваторія Кітт-Пік              | Spacewatch                       |
| (46653) 1995 SE33            | 1995 SE33            | 21 вересня 1995   | Обсерваторія Кітт-Пік              | Spacewatch                       |
| (46654) 1995 UB8             | 1995 UB8             | 26 жовтня 1995    | Обсерваторія Наті-Кацуура          | Йошісада Шімідзу, Такеші Урата   |
| (46655) 1995 UR9             | 1995 UR9             | 16 жовтня 1995    | Обсерваторія Кітт-Пік              | Spacewatch                       |
| (46656) 1995 WT6             | 1995 WT6             | 28 листопада 1995 | Обсерваторія Санта-Лючія Стронконе | Антоніо Ваньоцці                 |
| (46657) 1995 WM17            | 1995 WM17            | 17 листопада 1995 | Обсерваторія Кітт-Пік              | Spacewatch                       |
| (46658) 1995 YH12            | 1995 YH12            | 19 грудня 1995    | Обсерваторія Кітт-Пік              | Spacewatch                       |
| (46659) 1996 BB5             | 1996 BB5             | 16 січня 1996     | Обсерваторія Кітт-Пік              | Spacewatch                       |
| (46660) 1996 BM17            | 1996 BM17            | 25 січня 1996     | Сокорро (Нью-Мексико)              | Сокорро (Нью-Мексико)            |
| (46661) 1996 CP1             | 1996 CP1             | 12 лютого 1996    | Обсерваторія Оїдзумі               | Такао Кобаяші                    |
| (46662) 1996 DO              | 1996 DO              | 19 лютого 1996    | Обсерваторія Оїдзумі               | Такао Кобаяші                    |
| (46663) 1996 DR2             | 1996 DR2             | 26 лютого 1996    | Обсерваторія Клеть                 | Обсерваторія Клеть               |
| (46664) 1996 EK10            | 1996 EK10            | 12 березня 1996   | Обсерваторія Кітт-Пік              | Spacewatch                       |
| (46665) 1996 FD              | 1996 FD              | 16 березня 1996   | Обсерваторія Галеакала             | NEAT                             |
| (46666) 1996 FX21            | 1996 FX21            | 24 березня 1996   | Обсерваторія Ла-Сілья              | Ерік Вальтер Ельст               |
| (46667) 1996 HM2             | 1996 HM2             | 18 квітня 1996    | Обсерваторія Сайдинг-Спрінг        | Роберт Макнот                    |
| (46668) 1996 HM10            | 1996 HM10            | 17 квітня 1996    | Обсерваторія Ла-Сілья              | Ерік Вальтер Ельст               |
| 46669 Wangyongzhi            | 1996 LK              | 6 червня 1996     | Станція Сінлун                     | SCAP                             |
| (46670) 1996 NU              | 1996 NU              | 15 липня 1996     | Обсерваторія Лайм-Крік             | Роберт Ліндергольм               |
| (46671) 1996 NW3             | 1996 NW3             | 14 липня 1996     | Обсерваторія Ла-Сілья              | Ерік Вальтер Ельст               |
| (46672) 1996 OA              | 1996 OA              | 16 липня 1996     | Обсерваторія Клеть                 | Обсерваторія Клеть               |
| (46673) 1996 OL2             | 1996 OL2             | 23 липня 1996     | Станція Кампо Імператоре           | Андреа Боаттіні, Андреа Ді Паола |
| (46674) 1996 PY8             | 1996 PY8             | 8 серпня 1996     | Обсерваторія Ла-Сілья              | Ерік Вальтер Ельст               |
| (46675) 1996 QO              | 1996 QO              | 17 серпня 1996    | Обсерваторія Галеакала             | NEAT                             |
| (46676) 1996 RF29            | 1996 RF29            | 11 вересня 1996   | Обсерваторія Ла-Сілья              | Упсала-DLR трояновий огляд       |
| (46677) 1996 TK6             | 1996 TK6             | 7 жовтня 1996     | Станція Сінлун                     | SCAP                             |
| (46678) 1996 TZ8             | 1996 TZ8             | 12 жовтня 1996    | Огляд Каталіна                     | Тімоті Спар                      |
| (46679) 1996 TE30            | 1996 TE30            | 7 жовтня 1996     | Обсерваторія Кітт-Пік              | Spacewatch                       |
| (46680) 1996 YV              | 1996 YV              | 20 грудня 1996    | Обсерваторія Оїдзумі               | Такао Кобаяші                    |
| (46681) 1997 AN5             | 1997 AN5             | 7 січня 1997      | Обсерваторія Оїдзумі               | Такао Кобаяші                    |
| (46682) 1997 AV5             | 1997 AV5             | 1 січня 1997      | Станція Сінлун                     | SCAP                             |
| (46683) 1997 AK8             | 1997 AK8             | 2 січня 1997      | Обсерваторія Кітт-Пік              | Spacewatch                       |
| (46684) 1997 AX8             | 1997 AX8             | 2 січня 1997      | Обсерваторія Кітт-Пік              | Spacewatch                       |
| (46685) 1997 AG13            | 1997 AG13            | 11 січня 1997     | Обсерваторія Оїдзумі               | Такао Кобаяші                    |
| (46686) 1997 AS13            | 1997 AS13            | 10 січня 1997     | Обсерваторія Галеакала             | NEAT                             |
| (46687) 1997 AP18            | 1997 AP18            | 15 січня 1997     | Фарра-д'Ізонцо                     | Фарра-д'Ізонцо                   |
| (46688) 1997 AB19            | 1997 AB19            | 10 січня 1997     | Обсерваторія Кітт-Пік              | Spacewatch                       |
| 46689 Hakuryuko              | 1997 AL19            | 13 січня 1997     | Обсерваторія Наніо                 | Томімару Окуні                   |
| (46690) 1997 AN23            | 1997 AN23            | 14 січня 1997     | Чорч Стреттон                      | Стівен Лорі                      |
| (46691) 1997 BK3             | 1997 BK3             | 30 січня 1997     | Сормано                            | Пієро Сіколі, В. Джуліані        |
| 46692 Таорміна (Taormina)    | 1997 CW1             | 2 лютого 1997     | Обсерваторія Клеть                 | Яна Тіха, Мілош Тіхі             |
| (46693) 1997 CK4             | 1997 CK4             | 4 лютого 1997     | Обсерваторія Оїдзумі               | Такао Кобаяші                    |
| (46694) 1997 CS9             | 1997 CS9             | 1 лютого 1997     | Обсерваторія Кітт-Пік              | Spacewatch                       |
| (46695) 1997 CX13            | 1997 CX13            | 4 лютого 1997     | Обсерваторія Клаудкрофт            | Воррен Оффутт                    |
| (46696) 1997 CF20            | 1997 CF20            | 12 лютого 1997    | Обсерваторія Оїдзумі               | Такао Кобаяші                    |
| (46697) 1997 CM20            | 1997 CM20            | 12 лютого 1997    | Обсерваторія Оїдзумі               | Такао Кобаяші                    |
| (46698) 1997 CT25            | 1997 CT25            | 13 лютого 1997    | Обсерваторія Кітт-Пік              | Spacewatch                       |
| (46699) 1997 CL26            | 1997 CL26            | 14 лютого 1997    | Обсерваторія Оїдзумі               | Такао Кобаяші                    |
| (46700) 1997 CK27            | 1997 CK27            | 8 лютого 1997     | Обсерваторія Галеакала             | NEAT                             |

| ← Астероїди 40001—50000 → |             |             |             |             |             |             |             |             |             |
| 40001—40100               | 41001—41100 | 42001—42100 | 43001—43100 | 44001—44100 | 45001—45100 | 46001—46100 | 47001—47100 | 48001—48100 | 49001—49100 |
| 40101—40200               | 41101—41200 | 42101—42200 | 43101—43200 | 44101—44200 | 45101—45200 | 46101—46200 | 47101—47200 | 48101—48200 | 49101—49200 |
| 40201—40300               | 41201—41300 | 42201—42300 | 43201—43300 | 44201—44300 | 45201—45300 | 46201—46300 | 47201—47300 | 48201—48300 | 49201—49300 |
| 40301—40400               | 41301—41400 | 42301—42400 | 43301—43400 | 44301—44400 | 45301—45400 | 46301—46400 | 47301—47400 | 48301—48400 | 49301—49400 |
| 40401—40500               | 41401—41500 | 42401—42500 | 43401—43500 | 44401—44500 | 45401—45500 | 46401—46500 | 47401—47500 | 48401—48500 | 49401—49500 |
| 40501—40600               | 41501—41600 | 42501—42600 | 43501—43600 | 44501—44600 | 45501—45600 | 46501—46600 | 47501—47600 | 48501—48600 | 49501—49600 |
| 40601—40700               | 41601—41700 | 42601—42700 | 43601—43700 | 44601—44700 | 45601—45700 | 46601—46700 | 47601—47700 | 48601—48700 | 49601—49700 |
| 40701—40800               | 41701—41800 | 42701—42800 | 43701—43800 | 44701—44800 | 45701—45800 | 46701—46800 | 47701—47800 | 48701—48800 | 49701—49800 |
| 40801—40900               | 41801—41900 | 42801—42900 | 43801—43900 | 44801—44900 | 45801—45900 | 46801—46900 | 47801—47900 | 48801—48900 | 49801—49900 |
| 40901—41000               | 41901—42000 | 42901—43000 | 43901—44000 | 44901—45000 | 45901—46000 | 46901—47000 | 47901—48000 | 48901—49000 | 49901—50000 |